# Cernia ambiens
Cernia ambiens là một loài bướm đêm trong họ Geometridae.